# Kaple svatého Josefa (Jaroměřice nad Rokytnou)
Kaple svatého Josefa je barokní kulturní památka v Jaroměřicích nad Rokytnou v okrese Třebíč. Najdeme ji kousek od kostela sv. Markéty na místě starého hřbitova, hned za jaroměřickou základní školou.

## Popis
Kapli postavil v roce 1701 jaroměřický stavitel Jiří Gravani, a to ve velmi prostém stylu. Kaple má tvar obdélníku o stranách 8,5 a 11,5 m; rohy těchto stran jsou uťaty a mírně vyhloubeny.
Uvnitř je dřevěný oltář s bílým pozlaceným svatostánkem a dřevěným křížem, jejž vyřezal r. 1715 jaroměřický sochař Vavřinec Hübner. Nad křížem je obraz umírajícího sv. Josefa, jehož drží za ruku Ježíšek. Obraz namaloval asi o sto let později (1802) jaroměřický malíř Karel Buček. Na stěnách byly i další olejové obrazy (Matky Boží, Kristus na kříži ad.). K rozjímání slouží lavice a klekátka.

## Z historie

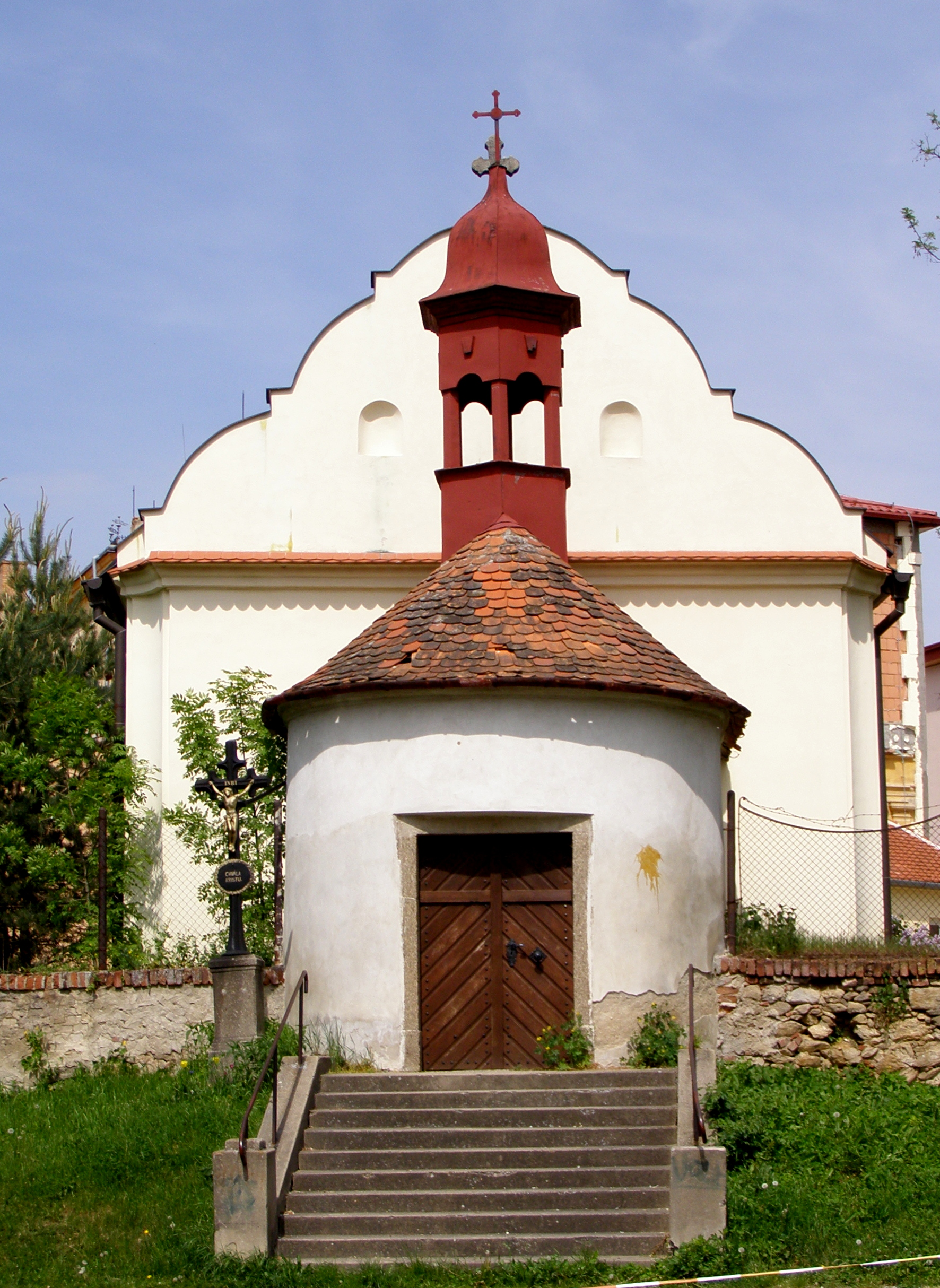
Kaple sv. Josefa. Čelní pohled

Kapli nechal postavit jaroměřický primátor Daniel Nágl. Posvěcena byla 12. září 1706 děkanem Pavlem Františkem Polachem, a to pravděpodobně při původní kapli svatého Petra z 9. století.
Kaple sv. Josefa je poslední ze tří sester kaplí, které Jaroměřice měly; dnes už nenajdeme na kopečku za špitálem kapli Panny Marie ani kapli sv. Antonína Padovského (později sv. Víta) na Křížové hoře (hoře sv. Víta), neboť ty se staly roku 1785 obětí josefinské reformy.
Poté, co byl zrušen servitského kláštera a odsvěcena loretánské kaple s questenberskou hrobkou pro její další světské využití, byly kosti všech zemřelých pochovaných v loretánské kapli přeneseny r. 1815 do kaple sv. Josefa; šlo především o samého Jana Adama z Questenberku, jeho děti, členy jeho rodu, dále o některé okolní šlechtice a některé kněží.
Jedna z josefínských reforem se týkala též pohřbívání. Od roku 1783 bylo zakázáno pohřbívání v kostelích a příštího roku vyšlo nařízení, aby byly uzavřeny všechny hrobky a hřbitovy v obvodu obcí a aby byly zřizovány nové hřbitovy v přiměřených vzdálenostech od obytných budov a takové velikosti, aby odpovídaly počtu obyvatelstva. Na plnění tohoto nařízení dohlížely krajské úřady. Už v roce 1826 schválil krajský úřad umístění nového hřbitova v trati Za děkanstvím, avšak Jaroměřičtí si počkali, až jim roku 1834 krajský úřad pro nečinnost pohrozil pokutou. 9. září 1835 byl krajský úřad uvědomen o dokončení stavby nového hřbitova. Asi o sto let později (1932) byl nový hřbitov podstatně rozšířen. Kaple měla být zbořena a z jejího materiálu na novém hřbitově vystavěna kaple nová. Naštěstí z plánu sešlo pro nedostatek peněz na novou stavbu. Na místě zrušeného hřbitova je dnes zahrada školy.
V roce 1859 byla v kapli pochována kněžna Františka z Kounic-Rietberku-Questenberku, rozená hraběnka Weissenwolfová.